# 2020-as évek
Évszázadok: 20. század · 21. század · 22. század
Évtizedek: 1970-es évek · 1980-as évek · 1990-es évek · 2000-es évek · 2010-es évek · 2020-as évek · 2030-as évek · 2040-es évek · 2050-es évek · 2060-as évek · 2070-es évek
Évek: 2020 · 2021 · 2022 · 2023 · 2024 · 2025 · 2026 · 2027 · 2028 · 2029

## A világ jelentősebb vezetői
- Joe Biden (USA)
- Donald Trump (USA)
- Vlagyimir Putyin (Oroszország)
- Hszi Csin-ping (Kína)
- Volodimir Zelenszkij (Ukrajna)
- Emmanuel Macron (Franciaország)
- Olaf Scholz (Németország)
- Narendra Modi (India)
- Luiz Inácio Lula da Silva (Brazilia)

## Évfordulók
- 2020. június 4. - A trianoni békeszerződés aláírásának 100. évfordulója
- 2020 – 100 éves lesz a National Football League
- 2021. március 25. – Görögország függetlenségének 200. évfordulóját ünnepli
- 2021 – Peru létrejöttének és függetlenségének 200. évfordulója
- 2021 – Nicaragua 200 éve független állam
- 2021 – Írország 100 éve független állam
- 2022. február 24. - Oroszország háborút indít Ukrajna ellen
- 2023 – 100 éve létezik a Török Köztársaság
- 2025. október 26. – Az Erie Canal elkészültének 200. évfordulója
- 2026. július 4. – A függetlenségi nyilatkozat aláírásának 250. évfordulója
- 2026 – a National League létrejöttének 150. évfordulója
- 2028 – a 100. Oscar-díj átadó ünnepség

## Események és irányzatok
A 2020-as évek 
A jelenlegi évtized, amely 2020. január 1-jén kezdődött és 2029. december 31-én ér véget.
A 2020-as évek a COVID-19 világjárvánnyal kezdődtek. A vírusról szóló első jelentések 2019. december 31-én jelentek meg, bár az első esetek állítólag közel egy hónappal korábban jelentek meg. A világjárvány globális gazdasági recesszióhoz, a globális infláció tartós emelkedéséhez vezetett – az 1970-es évek óta először –, valamint globális ellátási lánc válsághoz. Az Egészségügyi Világszervezet a vírus miatt globális szükségállapotot hirdetett 2020 márciusától 2023 májusáig.
Számos kormányellenes tüntetés és felkelés történt a 2020-as évek elején, köztük a kiadatási törvény ellen indított hongkongi tüntetések folytatása; tiltakozások a COVID-19 világjárványra adott bizonyos helyi, állami és országos válaszok ellen; mások világszerte, különösen az Egyesült Államokban, a rasszizmus és a rendőri brutalitás ellen; egy Indiában a mezőgazdaság és a gazdálkodási törvények ellen; egy Izraelben az igazságszolgáltatási reformok ellen; egy másik Indonéziában a munkahelyekre vonatkozó salátatörvény ellen; tüntetések és sztrájkok Franciaországban a nyugdíjreform ellen; politikai válságok Peruban, Bangladesben, Örményországban és Thaiföldön; és számos Fehéroroszországban, Eswatiniben, Mianmarban, Afganisztánban, Srí Lankán, Iránban, Kínában, Oroszországban, Venezuelában, Szerbiában és Törökországban a kormányzati joghatóság, a korrupció és az autoritarizmus különböző formái ellen; valamint állampolgári zavargások az Egyesült Államokban, Japánban és Brazíliában a választási eredmények megváltoztatására tett kísérlettel. A 2024-es demokráciák közül a választásokon a hivatalban lévő hivatalban lévők támogatottságának 80%-a veszített világszerte, több veszteség is történelmi jelentőségű. Abban az évben Donald Trump volt amerikai elnököt újraválasztották egy második, nem egymást követő ciklusra.
A folyamatban lévő katonai konfliktusok közé tartozik a mianmari polgárháború, az etióp polgárháború, a kivui konfliktus, a mali háború, a jemeni polgárháború, a szomáliai polgárháború, a szudáni polgárháború, a szíriai polgárháború, az orosz-ukrán háború és a gázai háború. 2021-ben kivonták az amerikai csapatokat Afganisztánból, és Kabul a tálibok kezére került, ezzel véget vetve a közel 20 éves afganisztáni háborúnak. Az orosz invázió Ukrajnában a második világháború óta a legnagyobb hagyományos katonai offenzíva lett Európában, ami menekültválsághoz, a globális kereskedelem zavaraihoz és a gazdasági infláció súlyosbodásához vezetett. 2023-ban egy Hamász vezette támadás Izrael első invázióját jelentette 1948 óta, ami kiváltotta Izrael invázióját a Gázai övezetben, egy palesztin területen. Az invázió közel mind a 2,3 millió gázai lakos kitelepítéséhez, humanitárius válsághoz, éhínséghez és gyermekbénulás-járványhoz vezetett, ami globális tiltakozásokat váltott ki Izrael ellen. 2024-ben a szíriai polgárháború alatt a lázadók gyors és megújult offenzívája Bassár el-Aszad megbuktatásához és az Aszad-rezsim bukásához vezetett. A kisebb konfliktusok közé tartozik a Maghreb-térségben zajló felkelés, az iraki felkelés, a Fülöp-szigeteki és a mexikói drogháború.
A 2020-as években bekövetkezett számos szélsőséges időjárási esemény felerősödésével számos világvezető a klímavédelmi fellépés „döntő évtizedének” nevezte, mivel az ökológiai válságok tovább eszkalálódnak. 2023 februárjában egy sor erős földrengés követelt akár 62 000 ember halálát Törökországban és Szíriában; ez az esemény a 21. század öt leghalálosabb földrengése közé tartozott.
Jelentős fejlődés történt a mesterséges intelligencia összetettsége terén, az amerikai vállalatok, egyetemek és kutatólaboratóriumok úttörő eredményeket értek el a területen. A generatív MI-alapú alkalmazások, mint például a ChatGPT és a DALL-E, több milliárd felhasználót gyűjtöttek össze, és lehetővé teszik a felhasználók számára, hogy azonnal összetett szövegeket, képeket, művészeti alkotásokat és videókat generáljanak, amelyek összehasonlíthatók az emberi munka kifinomultságával. Ez számos tiltakozáshoz vezetett a lakosság körében, köztük az Amerikai Írószövetség is, amely 2023 májusától októberig sztrájkot indított a mesterséges intelligencia filmkészítésben és animációban való alkalmazása ellen. Más technológiai fejlesztések is történtek, amelyek sokakat érintenek, például a telekonferencia, az online tanulás, a streaming szolgáltatások, az e-kereskedelem és az ételkiszállítási szolgáltatások széles körű elterjedése, hogy kompenzálják a COVID-19 világjárvány első hónapjaiban a kormányok által világszerte elrendelt kijárási korlátozásokat. Számos népszerű közösségi média alkalmazás, mint például a Threads, a BeReal, a Clubhouse, a Bluesky, a Gettr és a Truth Social indult, folytatva a digitális technológia fejlődését. Az évtized elején világszerte elindultak az 5G hálózatok, és elterjedtek az okostelefonokban. A világűrrel kapcsolatos kutatások a 2020-as években tovább fejlődtek, az Egyesült Államok főként az űrkutatásban dominált, beleértve a James Webb űrteleszkópot, az Ingenuity helikoptert és az Artemis programot. A virtuális valóságot (VR) és a kiterjesztett valóságot (AR) egyre inkább használják távoli együttműködéshez, megbeszélésekhez és képzésekhez. Az érintésmentes fizetések egyre elterjedtebbek, kényelmes és biztonságos fizetési lehetőségeket kínálva. A mobil pénztárcák, mint például az Apple Pay és a Google Pay, amelyek gyökerei a 2010-es években nyúlnak vissza, szintén népszerűvé váltak. A kriptovaluták, mint például a Bitcoin és az NFT-k, egyre népszerűbbek lettek.

Ebben az évtizedben a világ népessége 7,7 milliárdról több mint nyolcmilliárd főre nőtt. 2023-ra India megelőzte Kínát, mint a világ legnépesebb országa.